# Cartão cinza

Cartão cinza de 18%.

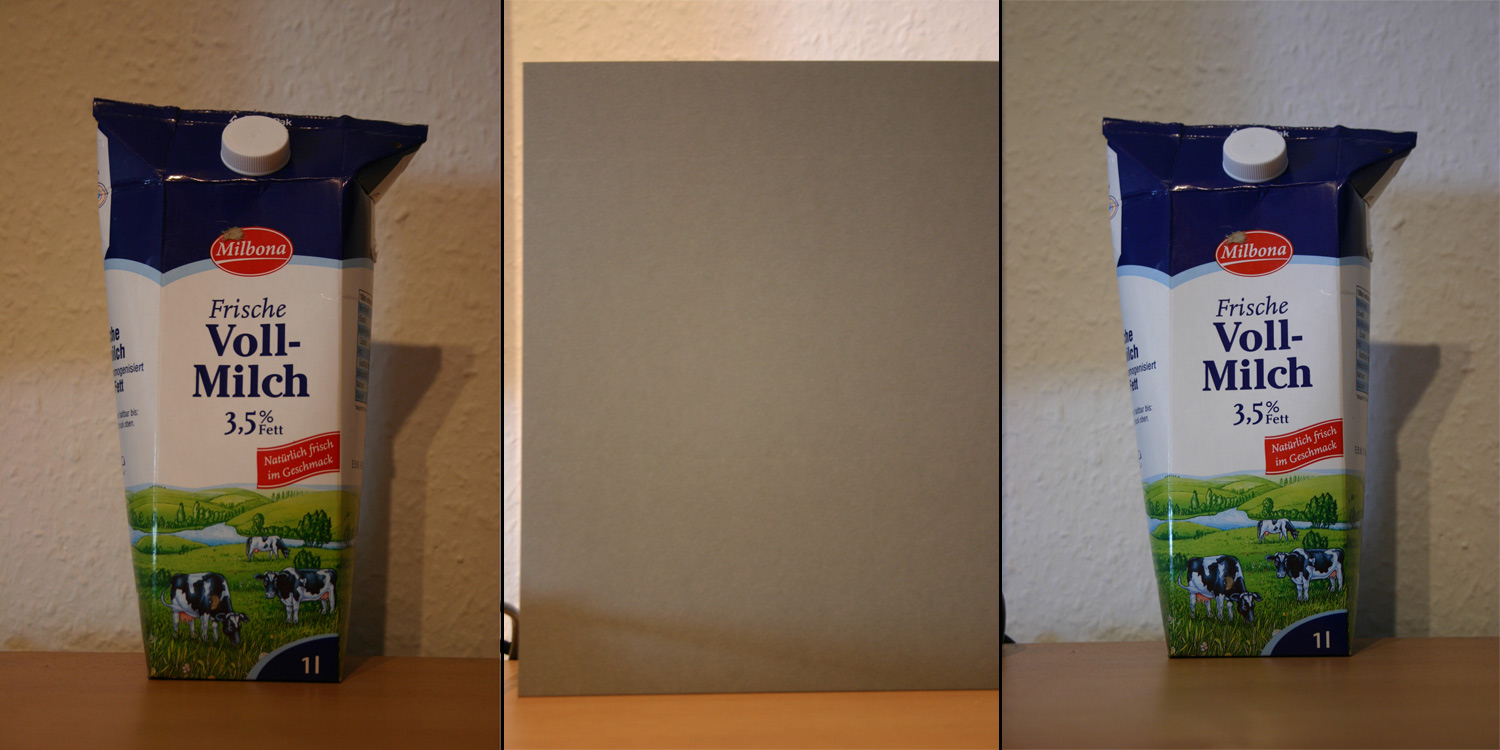
Imagem antes (esq.) e após (dir.) ajustada com ajuda de cartão cinza (ao centro).

O cartão cinza (em inglês, grey card) para uso em fotografia é usado em conjunto com um exposímetro para obter imagens fotográficas consistentes.
Um cartão cinza é um objeto plano com uma cor cinza neutra que reflete as cores do espectro luminoso de modo plano. O cartão cinza comercializado pela Kodak apresenta uma reflectância de 18%.
A reflectância de 18% é uma média matemática resultante da reflectância de 3% para o preto e de 90% para o branco.

## Aplicação
O cartão cinza é usado frequentemente em estúdios fotográficos como um padrão de referência para se determinar o valor de exposição (EV) correto para a tomada fotográfica.
A medição é feita contra o cartão cinza que é introduzido no cenário levando-se em conta o ângulo da luz que incide sobre ele e a direção da tomada fotográfica.
Esta técnica de medir a exposição pela luz refletida pelo cartão cinza produz leitura similar à da luz incidente em que a exposição não é influenciada nem pelo reflexo de objetos brilhantes, nem pela forma dos objetos iluminados e nem pelo peso das sombras presentes no cenário.
Um cartão cinza médio neutro além de auxiliar na determinação do valor de exposição correto também serve como referência para o balanço de cores. O cartão cinza neutro permite que a câmeras com recurso de white balance efetuem compensação prévia das cores da iluminação ambiente.
Um cartão cinza neutro também pode ser usado para processar o balanço de cores na fase pós-produção. Para isso, uma foto do cartão cinza neutro é tomada e o software de tratamento de imagens usa os dados dos pixels da área do cartão cinza da foto para corrigir o balanço de branco da imagem como um todo ou de toda uma seção de fotos obtidas nas mesmas condições de iluminação
A maioria das câmeras digitais efetua um razoável controle de cor e, na maioria das vezes, o uso do cartão cinza não se faz necessário, porém os fotógrafos profissionais costumam considerar o cartão cinza uma parte essencial do processo de fotografia digital.
Os cartões cinza são feitos de plástico, papel e espuma. Na falta de um cartão cinza, alguns fotógrafos procuram superfícies brancas neutras ou cinzas como um papel branco, uma parede de concreto ou pedra, ou uma camiseta branca que possa ser usada no lugar do cartão cinza.

## Controvérsias
Há quem considere 13% de reflectância um valor mais apropriado que os tradicionais 18% para a realização de fotografias sob luz solar. Mesmo as superfícies mais foscas tendem a refletir a luz com mais intensidade no sentido do eixo virtual de reflexão. Além disso as superfícies reais tendem a ser curvas, o que aumenta o contraste de forma dos objetos. Também a inclusão de sombras contribui para declinar o exposímetro.
A Kodak continua recomendando o valor de 18% para apuração de um valor de exposição tecnicamente correto, e este é o valor mais empregado em fotografias de estúdio, nomeadamente em fotografias de still.

## Cartão cinza 18% e cartões cinza "digitais"
Desde que o mercado de material fotográfico digital passou a oferecer um novo cartão cinza (o cartão cinza "digital") específico para balanço de cores, o cartão cinza médio vem sendo usado unicamente para calibrar o valor de exposição (EV) de câmeras digitais.
Os novos cartões apresentam um cinza até um ponto e meio mais claros que o cinza 18%.
Numa escala de cinzas sRGB que se pode observar num monitor comum, o cinza de 18% de luminosidade relativa corresponde ao cinza 50% posicionado no centro da escala. Já os cartões cinza digitais apresentam um cinza girando ao redor de 70%, correspondendo, mais ou menos, a uma luminosidade relativa de 50%.
| 0 | 10% | 20% | 30% | 40% | 50% | 60% | 70% | 80% | 90% | 100% |

Um cartão cinza "digital" é demasiado claro em relação ao cinza 18% para ser usado como um padrão para fixar uma exposição correta para fotografar. Mas o cinza claro costuma apresentar menos "ruídos" eletrônicos que um cinza mais escuro como o cinza de 18%. Além disso, o fato de ser perceptivelmente mais claro não atrapalha o balanceamento do branco nas câmeras digitais e também não atrapalha o tratamento posterior em editores gráficos já que estes compensam a luminosidade automaticamente.